# ジャスティン・ラング
ジャスティン・クレイグ・ラング（Justin Craig Lange ,2001年9月11日 - ）は、アメリカ合衆国テキサス州フレデリックスバーグ出身のプロ野球選手（投手）。右投右打。MLBのニューヨーク・ヤンキース傘下所属。

## 経歴

### パドレス傘下時代
2020年のMLBドラフト1巡目戦力均衡ラウンドA（全体34位）でサンディエゴ・パドレスから指名を受けてプロ入り。しかし、この年は、新型コロナウイルスの影響でマイナーリーグの試合が開催されなかったため、マイナーでの登板はなかった。
2021年にルーキー級のアリゾナ・コンプレックスリーグ・パドレスでプロデビューを果たした。この年は9試合に先発して0勝3敗、防御率6.95だった。

### ヤンキース傘下時代
2022年3月18日にルーク・ボイトとのトレードでニューヨーク・ヤンキースに移籍した。

## 投球スタイル
最速102mph（約164.2km/h）を計測するフォーシームを武器とするパワーピッチャー。奪三振率は高い一方で制球に難があり、2021年の与四球率は6.1だった（MLB平均は3.2）。